# Гата (оружие)

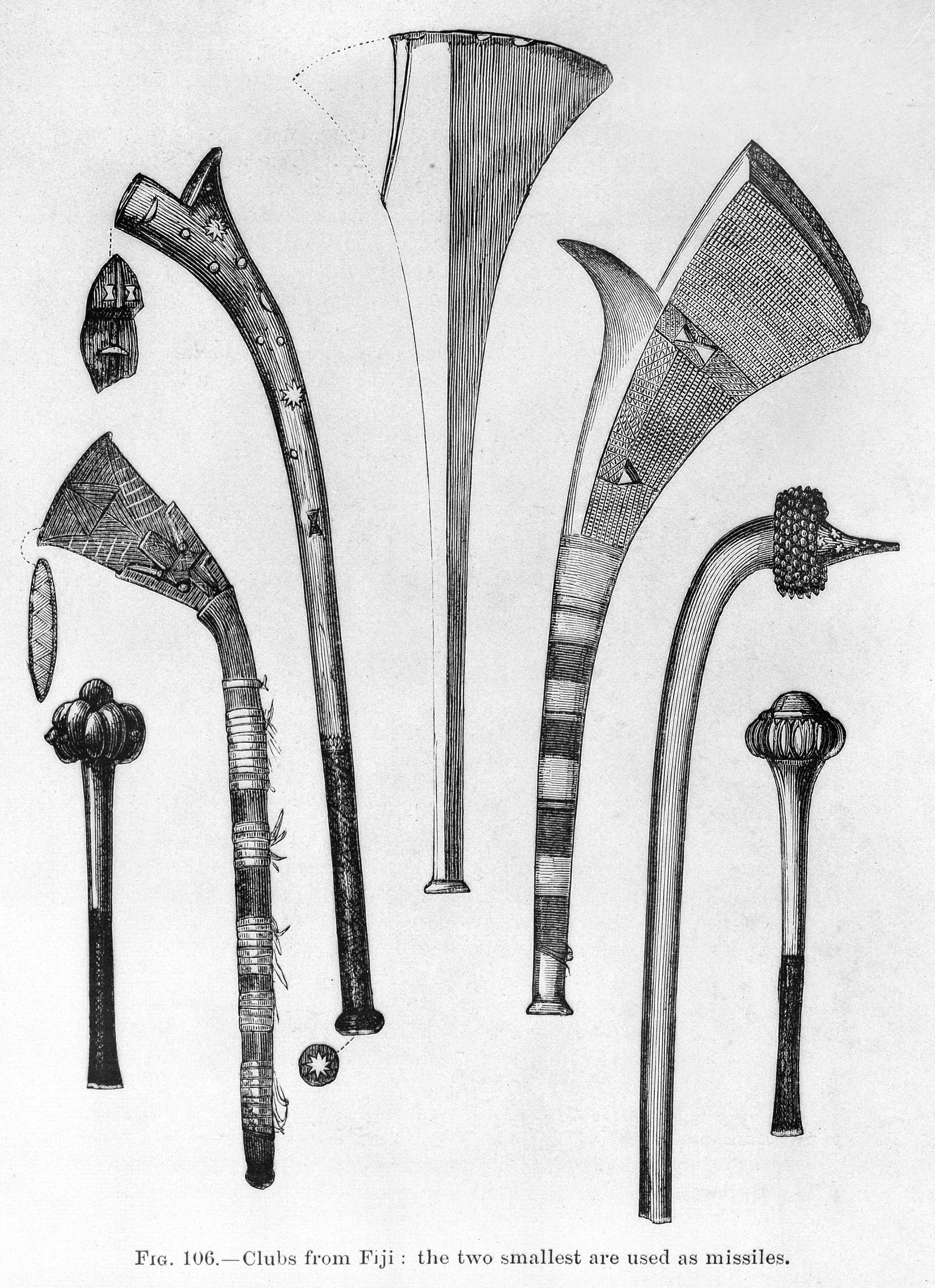
Оружие с островов Фиджи. Третья слева Гата

Гата (фидж. Culacula) — боевая палица, короткодревковое ударно-дробящее холодное оружие племен острова Фиджи.

## Описание
Гата представляет из себя деревянную палицу-клевец. Состоит из круглой расширяющейся рукояти и ударно-боевой части в виде плоского утолщения, одна сторона которого закругленная, другая квадратная, разделяющаяся выступающим клювом в виде открытой пасти. Обычно длина Гаты составляет 100-110 см. На древке имеется рукоять для лучшего хвата. Выступ на навершье дубинки и кроя клюва были достаточно острыми, чтобы в бою разрубить кости. Дубинка этой формы была  характерна для боевых дубинок народов Фиджи и наиболее распространена но острове. Отличается от кали тем, что расширяется на ударно-боевой части и её «клюв» не такой выраженный.
Название гата носят дубинки изогнутой формы. Прямая форма этой дубинки называется тудженe, тудону или таво. 